# 청춘기록
《청춘기록》은 2020년 9월 7일부터 2020년 10월 27일까지 방영했던 tvN 월화 드라마이다. 이 드라마는 하명희 작가가 집필하고 안길호 PD가 연출, 한남동을 배경으로 흙수저 사혜준이 고난과 역경을 딛고 성공하는 모습을 그리고 있다.
또한 국내에서 첫 방송 후 넷플릭스를 통해 아시아와 태평양, 유럽, 아메리카 등 전 세계 190여개국에서 동시 공개되었다.

## 소개
현실의 벽에 절망하지 않고 스스로 꿈과 사랑을 이루기 위해 노력하는 청춘들의 성장 기록을 담은 드라마

## 등장인물

### 주요 인물
- 박보검 : 사혜준 (26세 → 28세) 역 - 모델에서 배우로 전업 중

현실적이고 실용적이다. 따뜻하면서도 선을 그어야 할 땐 확실하게 긋는다. 머리 좋고 공감 능력이 뛰어나다. 좋고 싫은 게 확실하지만 하고 싶은 일을 위해 싫은 것도 하는 유연성을 지녔다. 어릴 때부터 형과 비교 당하면서 설움도 많이 당했다. 공부로는 형을 이길 수 없다는 걸 알고 자신이 잘 할 수 있는 하고 싶은 일을 찾았다. 안 되는 일을 될 때까지 해야 하는 건 어리석다고 생각했다. 해서 안 되는 건 빨리 접자! 근데 이런 혜준에게 예외는 있었다. 배우가 되는 일은 접을 수가 없다. 될 듯 될듯하면서 안 되는 일들. 포기할 수가 없다. 이 일은. 사람에게 사랑 받는 걸 본능적으로 타고난 듯 사람들이 많이 사랑해준다. 이유 없이.
- 박소담 : 안정하 (26세 → 28세) 역 - 메이크업 아티스트

마음이 따뜻하고 선량하다. 뭐든지 긍정적으로 보려고 한다. 부모의 이혼으로 인해 여러 번의 전학을 겪게 되면서 새로운 환경에 적응하는 것을 익힌다. 어릴 땐, 공부를 잘하는 것이 환경에 휘둘리지 않는 단단한 사람이라는 걸 증명하는 거라고 생각했다. 정하는 메이크업 아티스트가 되는 게 꿈이다. 하지만 당장 꿈을 이루려다 가는 쪽박을 차야 한다는 현실 감이 살아있다. 돈이 얼마나 사람을 비참하게 하는지 잘 안다. 집 없이 이사 다니는 것이 얼마나 번거롭고 정서적으로 안정되기 어려운지 알아서, 집을 갖고 싶었다. 자신이 하고 싶은 것을 하려면 일단 일상을 견딜 수 있는 돈이 기반 되어야 한다는 것을 알고 있다.
- 변우석 : 원해효 (26세 → 28세) 역 - 모델 겸 배우

혜준의 친구. 순하고 상냥하고, 외향적이다. 장난기가 많다. 좋아하고 싫어하는 일이 분명하고 싫어하는 일은 하지 않는다. 좋아하는 일을 하기 위해 싫어하는 일을 해야 된다는 혜준의 생각이 답답할 때가 있다. 사나이는 '도전'이다. 승부욕이 강하고 지고는 못산다. 좋아하는 일은 죽도록 열심히 한다. 해효는 초등학교에 들어가기 전엔 자신의 집이 평범한 줄 알았다. 사립 초등학교를 보내야 한다는 엄마의 의견이 아버지에게 받아 들여지지 않으면서 공립 초등학교로 가게 된다. 거기서 운명적으로 혜준과 진우와 친구가 되면서 부와 가난에 대해 생각하게 된다. 자신이 누리는 부가 혜준에게 약간 미안할 때가 있다. 그러나 자신의 생각과는 다르게 가난이란 조건을 긍정적으로 받아들이고 열심히 사는 혜준에 대한 애정이 깊다.
- 권수현 : 김진우 (26세 → 28세) 역 - 인턴 사진작가.

혜준과 해효의 친구. 긍정적이고 활달하다. 생각하면서 행동이 나온다. 의리 있고 뜨겁다. 힘든 일 하기 싫어해서 아빠의 목수 일을 배우지 않았다. 사진 작가를 지망하고 있다. 폼 잡고 사진 찍으면 되는 줄 알았는데, 장비도 날라야 되고 목수 못지않게 노동의 강도가 강하다. 그래도 이 일이 좋다.

### 사혜준 가족
- 하희라 : 한애숙 (50세 → 52세) 역 - 혜준 母. 가사 도우미.

가족에 대한 애착이 강하다. 남편 영남의 책임감과 소박함, 순수함이 마음에 들어 결혼을 결심했다. 영남이 애숙과 결혼할 때만 해도 영남의 일이 잘될 때였다. 영남의 인생이 환하게 빛날 때 애숙을 만났고, 애숙은 이 남자는 절대 날 떠나지 않을 거란 확신에 결혼했다. 시아버지 민기가 사고 쳐서 형편이 어려워지자 일을 하기 시작했다. 의외로 남의 집 일이 적성에 맞는다. 소위 수준 높은 사람들하고 얘기하고 그 집 살림을 살고, 거기서 배운 걸 집에 와서 써먹기도 한다. 천직이라고 여기고 일하고 있다.
- 박수영 : 사영남 (53세 → 55세) 역 - 혜준 父. 목수.

책임감이 강하고 아버지 민기가 생활력이 없어 사기를 많이 당해 집안의 생계를 어릴 때부터 졌다. 머리가 좋은데 집안 형편이 어려워 고등학교를 중퇴했다. 생활 전선에 뛰어들었다. 영남은 아버지 민기의 외모를 쏙 빼어 닮아 잘 생기고 키가 큰 혜준을 보면 민기처럼 그렇게 살까 봐 강력한 훈육을 한다. 혜준의 형인 경준은 자신을 닮아 안쓰럽기도 하다. 장남으로 태어나 짊어질 짐을 생각하면. 영남의 빗나간 애정 표현으로 인해 혜준에게 상처를 주고, 경준에게도 부채 감과 책임감을 안겨준다. 영남에게 자식은 너무 어렵다. 그래서 더 아빠의 책임감에 짓눌려있다.
- 한진희 : 사민기 (71세 → 73세) 역 - 혜준의 조부. 시니어 모델.

아직도 해맑다. 천성이 밝고 순진하다. 인물이 좋아서, 자랄 때 사람들이 다 한자리 할 거라 했다. 근데 한자리는커녕 자식 집에서 얹혀사는 존재로 전락했다. 가족보다는 친구를 더 소중하게 여겼고, 밖에서 노는 게 더 좋았다. 손자 혜준이 태어날 때부터 너무 좋았다. 인물이 훤한 게 딱이다. 혜준이는 스타가 될 거다. 난 안다. 내 감이 안다. 아니 알지 못해도 그렇게 되리라 암시한다. 혹시 아나 진짜 스타가 될지. 민기는 그러면서 자신도 아직 안 끝났다고 되 뇌인다. 관 뚜껑 아직 안 닫았다구!
- 이재원 : 사경준 (27세 → 29세) 역 - 혜준의 형. 취준생 → 은행 직원.

성취 지향적인 인물이다. 공부 머리가 있다. 학교 다닐 때 일등을 놓치지 않았다. 사회가 불공평하고 정의롭지 못하다고 생각한다. 계층 사다리를 탈 수 있는 기회가 별로 없다고 생각한다. 사회 구조에 대한 불만이 많다. 부의 세습을 어떻게 든 완화 시켜야 된다고 여긴다. 융통성이 없다. 사람들은 다 경준이 공무원을 하면 딱 이라고 말한다. 경준은 사람들의 생각이 다 공무원이 맞는다고 해서 인생의 방향을 공무원에서 은행으로 틀었다. 자신은 크게 틀었다고 생각하지만 사실 거기서 거기다.

### 사혜준 주변인물
- 신동미 : 이민재 (39세 → 41세) 역 - 혜준 매니저

감성적이면서 논리적이다. 깐깐하다. 불의를 보면 잘 참는다. 자신에게 이익이 되지 않는 일엔 나서지 않는다. 단 하나 예외가 혜준이었다. 혜준의 선함에 마음이 움직였다. 그러다 엮였다. 혜준에게 매니저 제의를 받는다. 원래 가정 형편이 급격히 어려워져 대학을 다니다 중퇴하고 취직을 하게 됐다. 대학 때부터 모델 에이전시에서 통역을 해주는 아르바이트를 하다가 이 세계에 발을 디딘다. 그러다 태수를 알게 되고, 태수 밑에서 모델 에이전시 홍보와 마케팅 일을 하게 된다.
- 이창훈 : 이태수 역 - 모델 에이전시 대표 → 에이준 엔터테인먼트 이사

입심이 좋고, 임기응변이 좋다. 모델 개런티를 계속 떼어먹는다. 사리사욕을 채운다. 그러나 워낙 논리가 단단해서 들으면 묘하게 설득된다.
- 설인아 : 정지아 (26세 → 28세) 역 - 혜준의 전 여자친구. 로스쿨.

남의 이목을 중요시한다. 예쁘고 승부욕이 강하다. 아빠가 로펌을 운영하고 언니도 그 로펌에 근무하고 있다. 화려하게 살고 싶은 욕망을 갖고 있다. 혜준을 좋아하지만 혜준의 조건 때문에 헤어졌다.

### 안정하 가족
- 손창민 : 안승조 (50세 → 52세) 역 - 정하 父.

감수성이 발달하고 예민하다. 교양 있고 인간미를 강조한다. 현실에 발을 붙이고 사는 거 같지 않다. 대학 때 미술을 전공했으나 잘 풀리지 못했다. 화실을 하다가 망했고. 상냥하고 사람의 비위를 맞추는 성격이 아니다. 예술가 타입이다. 가르치는 것이 아니라 그리고 싶다.
- 박미현 : 조성란 (50세 → 52세) 역 - 정하 母.

감수성이 발달했다. 신데렐라를 꿈꿨으나 자신에게 배당된 남자는 빈털터리였다. 생활력도 부족한. 자신과 비슷하게 현실 감이 떨어졌다. 결혼 후 신데렐라에서 깨어나 현실에 발 붙이고 살려는 데 뜻대로 되질않았다. 다른 사람들과 비교로 결혼 생활 내내 불행했다. 그 화풀이를 남편 승조에게 했다. 결국 두 사람은 서로에게 상처를 주고 헤어졌다. 성란은 자신도 돈을 벌고 혼자 살 수 있다는 걸 보여주고 싶었다.

### 안정하 주변인물
- 박세현 : 최수빈 (22세 → 24세) 역 - 정하의 샵 동기.

짧게 봐도 무식하고 길게 봐도 무식하다. 생각이 곧 말로 나온다. 한 번 믿는 사람은 끝까지 믿는다. 부모님과 함께 살지만 독립하고 싶어서.
- 조지승 : 진주 (28세 → 30세) 역 - 정하의 샵 디자이너.
- 양소민 : 원장 역 - 헤어 샵 원장.

### 원해효 가족
- 신애라 : 김이영 (52세 → 54세) 역 - 해효 母, 미술 전공. 인목 대학교 겸임 교수.

해효를 스타로 만들기 위해 뒷바라지에 열중한다. 기자를 만나거나 영화 제작자를 만나 해효의 장점을 어필하고 인맥을 쌓는다. 혜준 엄마인 애숙에게 가정 살림을 전적으로 의지하고 있지만, 동등한 입장은 아니라는 걸, 일 년에 몇 번은 짚고 넘어가야 속이 풀린다. 히스테릭 하지만 뒤끝은 없다.
- 서상원 : 원태경 (54세 → 56세) 역 - 해효 父. 인목 대학 이사장, 이영의 남편.

자기중심적이고 권위 의식이 강하다. 자존심도 세다. 다양성을 인정 못한다. 자식들이 공부를 잘해서, 교수가 되고, 학교 재단을 물려받았으면 하는 희망을 갖고 있다. 다람쥐 챗 바퀴처럼 사는 인생이 가끔 옥죄어온다.
- 조유정 : 원해나 (24세 → 26세) 역 - 해효 동생. 졸업하고 로스쿨 갈 예정.

곧이 곧 대로다. 하라는 대로 했다. 교수가 되려는 꿈을 갖고 있다. 공부가 취미다. 내성적이고 소심하다. 자신을 웃게 해주는 남자를 좋아한다. 얼굴만 보고 따라오는 남자도 많고 고스펙 남자랑 사귀기도 했지만. 진우가 언제부터 마음에 들어오기 시작한다.

### 김진우 가족
- 정민성 : 김장만 (51세 → 53세) 역 - 진우 父. 목수. 반장.

한 번 사는 인생, 폼 나게 살아보자는 모토를 갖고 있다. 아들 진우와 죽이 척척 맞는다. 수입이 좋은데도 아직 한남동 산 동네를 못 벗어나고 있다. 자식에게 목수 일을 시키고 싶어하지 않는다. 힘든 일이라. 자식 뒷바라지는 팍팍 해준다. 집은 자가다. 재개발 예정이라 기다리고 있다. 인정이 있고 의리도 있다.
- 박성연 : 이경미 (49세 → 51세) 역 - 진우 母. 전업주부.

집안일에 취미 생활하기 바쁘다. 춤추는 걸 좋아해서 춤을 배우러 다니다 춤을 가르치고 있다. 애숙과 언니, 동생으로 지낸다. 의리 있고, 요리도 잘한다. 오지랖이 넓다.
- 장이정 : 김진리 (21세 → 23세) 역 - 진우의 동생. 대학교 2학년.

힘이 세고, 뭐든지 만드는 걸 좋아한다. 아빠처럼 목수가 되고 싶다. 집에서 뒹굴뒹굴 하는 걸 좋아한다.

### 김진우 주변인물
- 임기홍 : 양무진 역 - 포토 그래퍼. 진우의 회사 대표.

인물 사진, 제품 사진, 사실 돈 되는 건 다 한다. 임기응변에 능하다. 사진이 계속 돈이 안 되면, 남자 아이돌이 돈이 된다는 데 아이돌을 키워볼까 한다.

### 그 외 인물
- 김건우 : 박도하 역 - 톱스타.
- 이승준 : 찰리 정 역 - 패션 디자이너.
- 배윤경 : 김수만 역 - 아웃뉴스 연예부 기자.
- 김민상 : 최세훈 역 - 영화감독.
- 이종윤 : 윤지호 감독 역
- 이해운 : 제작PD 역
- 이지해 : 박수연 역 - 은행 팀장.
- 김태훈 : 윤태호 역 - 아웃 뉴스 연예 부 팀장.
- 장가현 : 시니어 모델 학원 원장 역
- 박강섭 : 해효 매니저 역
- 김민철 : 치영 역 - 단역 배우 → 혜준 매니저.
- 정형석 : 고깃집 사장 역
- 황인준 : 권남희 역 - 부동산 중개 사기꾼.
- 김태진 : OVN '프로 연예' 리포터 역
- 탁호진 : 패션쇼 프로듀서 역
- 기무 : 런웨이 모델 역
- 강소영 : 런웨이 모델 역
- 최윤설 : 메이크업 아티스트 역
- 김강민 : 모델 지망생 역
- 우찬 : 포토그래퍼 역
- 김칠두 : 시니어 모델 역
- 장도하 : 해효의 친구 역
- 이준경 : 해효의 친구 역
- 고변진 : 부동산 중개인 역
- 이영진 : 정하의 전 직장상사 역
- 이석구 : 시니어 모델 역
- 김재철 : 은행 고객 역
- 조정윤 : 정하의 메이크업 버스 킹 손님 역
- 한봄 : 보조 스타일리스트 역
- 차상미 : 이영 네집 전 가사도우미 역
- 전준우 : 윤PD의 동료 역
- 남정우 : 도넛CM감독 역
- 이강욱 : 송재수 역 - 캐스팅 디렉터.
- 권은수 : 제작PD 역
- 김경일 : 오피스텔 거주자 역
- 민정섭 : 형사 역
- 백종승 : 이영수 역 - BCZTV 운영자.
- 서명찬 : 지아의 로스쿨 교수 역
- 이랑서 : 진주 친구, 샵 고객 역
- 고한민 : 경준의 동료, 은행 직원 역
- 김비비 : 고객 김주은 역
- 김로사 : 드라마 작가 역
- 박은영 : 찜질방 고객 역
- 이현서 : 찜질방 고객 역
- 김경민 : 반올림 애드 캐스팅 디렉터 역
- 김벼리 : 유리, 배우 역
- 신승용 : 드라마PD 역
- 장영현 : 드라마 스탭 역
- 손인용 : 영남, 장만의 목수 동료 역
- 김문호 : 영남, 장만의 목수 동료 역
- 이윤상 : 은행 부사장 역
- 이형훈 : 이진영 역 - 형사.
- 정현석 : 의사 역
- 소슬지 : 메모리 토크 MC 역
- 전여진 : 샵 고객 역
- 엄혜수 : 호프가게 손님 역
- 박정후 : 형사 역
- 설창희 : 변호사 역
- 이기섭 : 악플러 역
- 김권 : 드라마PD  역
- 김윤동
- 김인선
- 이영은
- 이재연
- 신연숙
- 윤설
- 이하리
- 정선아
- 김지수
- 이준경
- 경기현
- 우혜영
- 구본진
- 이시영
- 김환
- 김소희
- 박지영
- 박예나
- 김재철
- 김가빈
- 권반석
- 신동은
- 송유정
- 정희연
- 남정우
- 정지환
- 박익준
- 이강욱
- 김경일
- 민정섭
- 윤여학
- 권은수
- 서명찬
- 이영실
- 류라윤
- 이용규
- 김성인
- 신예온
- 전다솔
- 박혜연
- 백승원
- 김나온
- 동윤석
- 김이산
- 노시홍
- 정지환
- 장영현
- 최남욱
- 이동규
- 김주원
- 이보라
- 허선행
- 황수민
- 한사명
- 최정아
- 전여진
- 박진수
- 정진
- 황다경
- 나서경
- 윤재욱
- 정율건
- 정한빛
- 박정은
- 박건락
- 김진
- 이하늬
- 정진
- 한도이
- 강성철
- 안수빈
- 천소라
- 김종호
- 정영도
- 손지윤

### 특별출연
- 김혜윤 : 이보라 역 (1회) - 메이크업 아티스트. 박도하 전 여자친구.
- 서현진 : 이현수 역 (7회~8회) - 톱스타. 드라마 '게이트웨이-랜센터' 주인공.
- 박서준 : 송민수 역 (9회 ~ 10회) - 모델 출신 톱스타.
- 박슬기 : 행사 진행자 역 (9회) - 영화 '평범' 제작 발표회 MC.
- 강한나 : 제시카 역 (9회~10회) - OVN 연기대상 MC.
- 이성경 : 진서우 역 (12회) - 모델 출신 여배우. 드라마 '최초의 인간' 여주인공.
- 이혜리 : 이해지 역 (13회) - 여배우.
- 최수종 : 백화점 쇼핑남 역 (14회)

## 시청률
최저 시청률과 최고 시청률은 시청률 조사회사와 지역별로 시청률에 차이가 있을 수 있습니다.
| 2020년      | 2020년      | 2020년         | 2020년       |
| 회차        | 방송일      | AGB 시청률     | AGB 시청률   |
| 회차        | 방송일      | 대한민국(전국) | 서울(수도권) |
| ----------- | ----------- | -------------- | ------------ |
| 제1회       | 9월 7일     | 6.362%         | 7.791%       |
| 제2회       | 9월 8일     | 6.802%         | 8.217%       |
| 제3회       | 9월 14일    | 7.200%         | 9.102%       |
| 제4회       | 9월 15일    | 7.823%         | 9.602%       |
| 제5회       | 9월 21일    | 7.801%         | 9.037%       |
| 제6회       | 9월 22일    | 6.995%         | 8.409%       |
| 제7회       | 9월 28일    | 7.730%         | 9.368%       |
| 제8회       | 9월 29일    | 7.734%         | 9.225%       |
| 제9회       | 10월 5일    | 7.404%         | 8.979%       |
| 제10회      | 10월 6일    | 8.238%         | 10.063%      |
| 제11회      | 10월 12일   | 8.262%         | 9.618%       |
| 제12회      | 10월 13일   | 7.798%         | 9.439%       |
| 제13회      | 10월 19일   | 7.760%         | 9.313%       |
| 제14회      | 10월 20일   | 7.772%         | 9.617%       |
| 제15회      | 10월 26일   | 7.625%         | 9.134%       |
| 제16회      | 10월 27일   | 8.740%         | 10.728%      |
| 평균 시청률 | 평균 시청률 | 7.628%         | 9.227%       |

## 사운드 트랙
다음은 오리지널 사운드트랙(OST) 싱글 앨범에 포함된 곡들이며, 정렬기준은 출시 순입니다.

### Part.1
| #            | 제목           | 작사               | 작곡               | 재생 시간 |
| ------------ | -------------- | ------------------ | ------------------ | --------- |
| 1.           | 〈Go〉 (승관)  | 남혜승, Surf Green | 남혜승, Surf Green | 3:35      |
| 2.           | 〈Go (Inst.)〉 |                    |                    | 3:35      |
| 총 재생 시간 | 총 재생 시간   | 총 재생 시간       | 총 재생 시간       | 7:10      |

### Part.2
| #            | 제목                          | 작사                          | 작곡               | 재생 시간 |
| ------------ | ----------------------------- | ----------------------------- | ------------------ | --------- |
| 1.           | 〈You're In My Soul〉 (청하)  | 남혜승, Surf Green, Jello Ann | 남혜승, Surf Green | 3:28      |
| 2.           | 〈You're In My Soul (Inst.)〉 | 남혜승, Surf Green, Jello Ann | 남혜승, Surf Green | 3:28      |
| 총 재생 시간 | 총 재생 시간                  | 총 재생 시간                  | 총 재생 시간       | 6:56      |

### Part.3
| #            | 제목                    | 작사           | 작곡         | 재생 시간 |
| ------------ | ----------------------- | -------------- | ------------ | --------- |
| 1.           | 〈나의 시간은〉 (백현)  | 남혜승, 박진호 | HONEY NOISE  | 3:33      |
| 2.           | 〈나의 시간은 (Inst.)〉 | 남혜승, 박진호 | HONEY NOISE  | 3:33      |
| 총 재생 시간 | 총 재생 시간            | 총 재생 시간   | 총 재생 시간 | 7:06      |

### Part.4
| #            | 제목                            | 작사               | 작곡               | 재생 시간 |
| ------------ | ------------------------------- | ------------------ | ------------------ | --------- |
| 1.           | 〈그렇게 넌 내게 빛나〉 (휘인)  | 남혜승, Surf Green | 남혜승, Surf Green | 4:32      |
| 2.           | 〈그렇게 넌 내게 빛나 (Inst.)〉 | 남혜승, Surf Green | 남혜승, Surf Green | 4:32      |
| 총 재생 시간 | 총 재생 시간                    | 총 재생 시간       | 총 재생 시간       | 9:04      |

### Part.5
| #            | 제목                                    | 작사                      | 작곡           | 재생 시간 |
| ------------ | --------------------------------------- | ------------------------- | -------------- | --------- |
| 1.           | 〈What If〉 (남혜승, 박진호, Jello Ann) | 남혜승, 박진호            | 김재환         | 3:45      |
| 2.           | 〈What If (Inst.)〉                     | 남혜승, 박진호, Jello Ann | 남혜승, 박진호 | 3:45      |
| 총 재생 시간 | 총 재생 시간                            | 총 재생 시간              | 총 재생 시간   | 7:30      |

### Part.6
| #            | 제목                  | 작사           | 작곡           | 재생 시간 |
| ------------ | --------------------- | -------------- | -------------- | --------- |
| 1.           | 〈Spotlight〉 (BOBBY) | 남혜승, 김경희 | 남혜승, 김경희 | 3:35      |
| 2.           | 〈Spotlight (Inst.)〉 | 남혜승, 김경희 | 남혜승, 김경희 | 3:35      |
| 총 재생 시간 | 총 재생 시간          | 총 재생 시간   | 총 재생 시간   | 7:10      |

### Part.7
| #            | 제목                      | 작사           | 작곡           | 재생 시간 |
| ------------ | ------------------------- | -------------- | -------------- | --------- |
| 1.           | 〈Brave Enough〉 (이하이) | 남혜승, 김경희 | 남혜승, 박상희 | 4:08      |
| 2.           | 〈Brave Enough (Inst.)〉  | 남혜승, 김경희 | 남혜승, 박상희 | 4:08      |
| 총 재생 시간 | 총 재생 시간              | 총 재생 시간   | 총 재생 시간   | 8:16      |

### Part.8
| #            | 제목                       | 작사           | 작곡           | 재생 시간 |
| ------------ | -------------------------- | -------------- | -------------- | --------- |
| 1.           | 〈너로 가득해〉 (제이레빗) | 남혜승, 김경희 | 남혜승, 김경희 | 3:51      |
| 2.           | 〈너로 가득해 (Inst.)〉    | 남혜승, 김경희 | 남혜승, 김경희 | 3:51      |
| 총 재생 시간 | 총 재생 시간               | 총 재생 시간   | 총 재생 시간   | 7:02      |

### Part.9
| #            | 제목                         | 작사               | 작곡               | 재생 시간 |
| ------------ | ---------------------------- | ------------------ | ------------------ | --------- |
| 1.           | 〈내 마음이 그렇대〉 (세정)  | 남혜승, Surf Green | 남혜승, Surf Green | 3:52      |
| 2.           | 〈내 마음이 그렇대 (Inst.)〉 | 남혜승, Surf Green | 남혜승, Surf Green | 3:52      |
| 총 재생 시간 | 총 재생 시간                 | 총 재생 시간       | 총 재생 시간       | 7:04      |

### Part.10
| #            | 제목                     | 작사               | 작곡               | 재생 시간 |
| ------------ | ------------------------ | ------------------ | ------------------ | --------- |
| 1.           | 〈넌 그래도 돼〉 (산희)  | 남혜승, Surf Green | 남혜승, Surf Green | 3:56      |
| 2.           | 〈넌 그래도 돼 (Inst.)〉 | 남혜승, Surf Green | 남혜승, Surf Green | 3:56      |
| 총 재생 시간 | 총 재생 시간             | 총 재생 시간       | 총 재생 시간       | 7:12      |

### Part.11
| #            | 제목                         | 작사              | 작곡           | 재생 시간 |
| ------------ | ---------------------------- | ----------------- | -------------- | --------- |
| 1.           | 〈Open Door〉 (자넷 서)      | 남혜승, Jello Ann | 남혜승, 박상희 | 3:17      |
| 2.           | 〈Open Door (Inst.)〉        | 남혜승, Jello Ann | 남혜승, 박상희 | 3:17      |
| 3.           | 〈Still Dreaming〉 (자넷 서) | 남혜승, Jello Ann | 남혜승, 박상희 | 3:37      |
| 4.           | 〈Still Dreaming (Inst.)〉   | 남혜승, Jello Ann | 남혜승, 박상희 | 3:37      |
| 총 재생 시간 | 총 재생 시간                 | 총 재생 시간      | 총 재생 시간   | 13:08     |

## 참고 사항
- 2020년 8월 31일 해군 입대한 박보검의 입대 전 마지막 드라마라는 점과 영화 《기생충》의 히로인으로 4년 만에 드라마에 복귀하는 박소담이 주연을 맡은 드라마로 화제를 모았다.
- 100% 사전 제작 드라마로 2020년 3월부터 8월 말까지 촬영되었다.
- 하희라, 신애라의 MBC 주말 드라마 《사랑이 뭐길래》 이후 28년 만에 공동출연하는 작품이다.
- 박보검의 SBS 주말 드라마 《원더풀 마마》에 이어서 안길호 PD와 두 번째로 작업하는 작품이다.
- 신동미와 박소담은 tvN 금토 드라마 《신데렐라와 네명의 기사》에 이어서 두 번째로 호흡을 맞추게 되었다.
- 권수현은 SBS 월화 드라마 《상류 사회》에 이어서 하명희 작가 작품에 두 번째로 출연한다.
- 1회 시청률은 케이블, IPTV, 위성을 통합한 유료플랫폼에서 전국 시청률 6.4%로 tvN 역대 월화드라마 첫 방송 시청률 1위를 기록했다.
- 서현진은 SBS 월화 드라마 《사랑의 온도》(2017)에서 인연을 맺은 하명희 작가의 제의로 특별출연했다.[11]
- 박서준은 SBS 월화 드라마 《따뜻한 말 한마디》(2013)에서 인연을 맺은 하명희 작가의 제의로 특별출연했다.[12]
- 이성경은 SBS 월화 드라마 《닥터스》(2016)에서 인연을 맺은 하명희 작가의 제의로 특별출연했다.[13]
- 영상 콘텐츠 순위 차트를 제공하는 '플릭스패트롤'에 따르면 방송 첫 주 만에 넷플릭스 국내 랭킹 1위 달성, 2주 만에 세계 랭킹 TOP10에 입성했다. 특히, 2020년 10월 7일에는 글로벌 넷플릭스 TV 드라마 순위에서 한국 드라마 가운데 유일하게 4위에 이름을 올렸다. 뿐만 아니라 홍콩, 일본, 말레이시아, 필리핀, 태국, 베트남 등 아시아 주요 국가에서 상위권에 랭크 되고 있다.[14]

## 동일 소재 드라마
- 쌈 마이웨이 - KBS 2TV 월화 드라마 (2017년 상반기 방영작)

## 같이 보기
- 대한민국의 텔레비전 드라마 목록 (ㅊ)
- 2020년 대한민국의 텔레비전 드라마 목록